# Roffredo dell’Isola
Roffredo dell’Isola (zm. 30 maja 1210) – włoski benedyktyn. Opat Montecassino i kardynał-prezbiter SS. Marcellino e Pietro od 1188 roku aż do śmierci.